# 速哥失里
速哥失里（?—?），弘吉剌氏。大蒙古国曲律汗海山（元朝皇帝元武宗）的皇后。
生卒不详。她的地位次于正宫皇后真哥，《新元史》记载她是按陈从孙哈儿只之女，也就是真哥的从妹，没有儿子。

## 延伸阅读
[在维基数据编辑]
 《元史·卷114》，出自宋濂《元史》
 《新元史/卷104》，出自柯劭忞《新元史》